# Zhivko Gospodinov
Zhivko Gospodinov Gospodinov (bulgare : Живко Господинов Господинов), né le 6 septembre 1957 à Vladimirovo en Bulgarie, et mort le 4 mai 2015 à Varna, est un footballeur international bulgare qui évoluait au poste de milieu de terrain.

## Biographie

### Carrière en club
Zhivko Gospodinov joue en Bulgarie et au Portugal. Il évolue principalement en faveur du Spartak Varna, club où il joue pendant plus de dix saisons.
Avec cette équipe, il inscrit 23 buts en deuxième division bulgare lors de la saison 1979-1980. Il marque ensuite 13 buts en première division lors de la saison 1984-1985. Il participe également à quatre matchs de Coupe des coupes avec le Spartak.
Avec le club de l'AD Fafe, il dispute 18 matchs en première division portugaise, marquant un but.

### Carrière en sélection
Zhivko Gospodinov reçoit 39 sélections en équipe de Bulgarie entre 1983 et 1987, inscrivant six buts. Toutefois, seulement 30 sélections et deux buts sont officiellement reconnus par la FIFA.
Il joue son premier match en équipe nationale le 12 octobre 1982, en amical contre la Roumanie (défaite 2-1 à Bucarest). Il marque son premier but le 22 décembre 1982, en amical contre la Turquie, avec pour résultat une victoire 0-1 à Istanbul.
Il inscrit son deuxième but le 23 mars 1983, contre la Hongrie. Ce match joué à Veliko Tarnovo sert de qualification pour les Jeux olympiques de 1984 (score : 1-1). Il est ensuite l'auteur d'un doublé lors d'une rencontre amicale disputée face à Cuba (victoire 5-2 à Sofia le 4 mai 1983).
Il marque son cinquième but le 31 août 1983, en amical contre la Grèce (victoire 2-3 à Maroússi). Son dernier but a lieu le 2 avril 1984, en amical contre le Koweït (match nul 1-1).
Il figure dans le groupe des sélectionnés lors de la Coupe du monde de 1986. Lors du mondial organisé au Mexique, il joue trois matchs : contre l'Italie, la Corée du Sud, et enfin le pays organisateur. Il s'agit de ses derniers matchs avec la Bulgarie.

## Palmarès
Spartak Varna
- Coupe de Bulgarie :
  - Finaliste : 1982-83.